# Хостад, Диса
Диса Вильгельмина Хостад (швед. Disa Vilhelmina Håstad) — шведская писательница, журналист, общественный деятель. Родилась 27 апреля 1940 года в городе Упсала. Живёт в Стокгольме. В течение 40 лет работала в качестве корреспондента «Дагенс Нюхетер» (Dagens Nyheter) — крупнейшей шведской утренней газеты. Работала корреспондентом в Москве в 1970-е гг. и с 1992 г. Также была корреспондентом в Восточной Европе с 1984 по 1990 г.

## Биография
В 1979 году была издана её книга «Беседы с советскими писателями», продолжением которой стала книга «Элита уезжает на запад». В них Диса Хостад пишет про интеллектуальную элиту Союза — писателей, философов, религиозных мыслителей, художников, музыкантов — интеллигенцию. В её книге рассказы: «Саша Соколов», «Эдуард Лимонов», «Нуриев». Диса Хостад продолжает работу над новыми книгами, является Президентом фонда Сверкера Острема, развивающего русско-шведские отношения и поддерживающего молодых исследователей из России.